# Jersey Devil (videogioco)
Jersey Devil è un videogioco a piattaforme 3D, uno tra i primi insieme a Croc: Legend of the Gobbos, Crash Bandicoot e Cheesy, sviluppato dalla Behaviour Interactive situata in Canada, e pubblicato in tutto il mondo per PlayStation e Microsoft Windows. Il protagonista del gioco, è un Diavolo del Jersey, anche se somiglia più ad un pipistrello. La sua missione è fermare il Dr. Knarf e la sua armata di vegetali mutanti e mostri preistorici. Jersey Devil usa i suoi pugni, i salti, e le sue abilità nel volare per sconfiggere i suoi nemici. in molte aree del gioco, è necessario collezionare tutte le cinque lettere del nome di Knarf per procedere, aggiungendo, quindi, anche una componente enigmatica.
Ci sono cinque aree nel gioco, in ciascuna delle quali vi sono due livelli principali ed un livello bonus segreto sbloccabile se la potenza Nitro del giocatore è alta abbastanza. Solo dopo aver completato tutti i livelli principali, è possibile accedere a un'area finale, al termine della quale si affronta il dottor Knarf.

## Storia
Il Dottor Knarf è uno spietato scienziato pazzo che cerca di dare vita a un suo esercito personale di mostri, composto da piante e ortaggi animati, di insetti ingranditi e di morti resuscitati, per terrorizzare il New Jersey. Una notte, il suo fedele assistente, Dennis testa di zucca, gli porta nel suo laboratorio una piccola creatura viola, il misterioso Diavolo del Jersey. Il dottore decide subito di modificarlo, ma si accorge che ha rotto il suo ultimo bisturi. Ritenendo Dennis responsabile, lo chiude in una stanza e si reca in città per comprarne altri. Ma mentre il dottore è fuori, il diavoletto inizia a distruggere il laboratorio. Quando Knarf torna, il diavoletto fa esplodere il laboratorio con la nitroglicerina e, per la violenta esplosione, viene sbalzato via. Passano gli anni e i cittadini sono terrorizzati dalle creature di Knarf. Tocca al Diavolo del Jersey fermarlo.

## Modalità di gioco

### Mosse
Jersey Devil usa il suo pugno, il suo salto e la sua giravolta per sconfiggere i nemici. In più può planare per giungere da un punto alto a uno più basso. Può anche spostare oggetti e prendere casse.

### Lettere
In alcuni casi per passare da una sezione di un livello a un'altra bisogna trovare cinque lettere (K-N-A-R-F) sconfiggendo nemici o esplorando bene la zona.

## Livelli
- Museum Madness: un museo che contiene un passaggio per una civiltà sotterranea mai scoperta dove abitano mummie, ragni e cobra.
- Dome Sweet Dome: le sale del museo ospitano molte statue di animali estinti che però prendono improvvisamente vita
- Bat Caves: un vasto parco infestato da pericolose creature, che nasconde una immensa grotta sotterranea
- Root Canal: il covo di un'enorme pianta carnivora
- The Crypt: un lugubre cimitero popolato da zombie e pipistrelli, sotto il quale si trova una cripta abitata da misteriosi abitanti
- Haunted Mansion: una vecchia casa che cade a pezzi e che nasconde molti pericoli
- Toxic Factory: in una immensa discarica è nascosto l'ingresso della fabbrica di Knarf, dove si trovano le sue strambe invenzioni
- Sludge Slides: una lunga scivolata nei rifiuti tossici della fabbrica
- Amazing Boxes: un porto usato come base operativa da Knarf ed il relativo caotico magazzino
- Monkey's Trail: una passeggiata sulla sommità di altissime gru, per raggiungere una nave che viene assalita da un polpo gigante
- Knarf's Forest: una misteriosa foresta abitata dalle più strane creature
- Knarf's Lair: il luogo magico in cui si nasconde il terribile dottor Knarf

## Nemici
Ecco alcuni dei nemici ricorrenti nell'avventura.
- Zucche: alcune saltellano, altre hanno l'intero corpo, sbucano all'improvviso da terra e sono armate di bombe che rilasciano anche quando vengono colpite.
- Ragni: Ragni giganti esperti nel combattimento: sono ovunque e precipitano dal soffitto per attaccare di sorpresa.
- Api: Api giganti che si piazzano davanti per impedire il movimento
- Uomini di Knarf: Grossi uomini che lanciano barili da lontano, attaccano a pugni da vicino.
- Pipistrelli: Sono dappertutto e inseguono il bersaglio da ogni parte.
- Cipolle: Si lanciano violentemente con tutto il corpo o attaccano coi piedi.
- Piante carnivore: Non possono muoversi ma la loro bocca arriva lontano.
- Mummie: Afferrano la vittima e la lanciano.
- Pterodattili: attaccano dall'alto.
- Robot: Lanciano laser dal petto.
- Marinai: Sono topi umanizzati che attaccano con il loro uncino

## Critiche
Questo gioco è stato molto criticato da varie riviste e appassionati per il difficile controllo della telecamera e per alcuni errori di grafica.

## Differenze
Nella versione NTSC alla fine di ogni sezione di un livello è presente un piccolo livello bonus, dove è possibile acquistare vite extra. In più nel gioco sono presenti anche degli ostaggi umani che il nostro diavoletto deve salvare. Nella versione PAL, invece, non sono presenti né bonus né ostaggi.